# Архієпископ Синайський, Фаранський і Раіфський
Ігумен монастиря святої Катерини на горі Синай, Архієпископ Синайський, Фаранский і Раіфський (грец. Ηγούμενος της Ιεράς Μονής Σινά και Αρχιεπίσκοπος Σινά. Φαράν και Ραϊθώ, Ιερά Μονή Θεοβαδίστου Όρους Σινά, Αγίας Αικατερίνης) — предстоятель автономної Православної церкви гори Синай у складі патріархату Єрусалиму.

## Історія виникнення
Про давнину архієпископії Синаю свідчать матеріали Халкидонського собору 451 року, де в «Чині митрополій і архиєпіскопій апостольського престолу Святого Граду» на 24-му місці згадується архиєпископія «гори Синаю», що свідчить про споконві́чну підпорядкованість архієпископії Синою патріархату Єрусалиму
У 527 році архієпископія Синаю увійшла в юрисдикцію Константинопольського патріарха у зв'язку з великими пожертвами монастиря святої Катерини на Синаї з боку імператора Юстиніана, а також активним церковним будівництвом на його території за рахунок коштів імператорської скарбниці. З VII століття ігумени монастиря затверджуються в єпископській гідності (з IX століття — в архієпископській). Після завоювання в VII столітті Єгипту мусульманами і  труднощами в спілкуванні які повстали внаслідок цього з Константинополем, хіротонію архієпископів Синайських знову став здійснювати єрусалимський патріарх, в чию юрисдикцію з 640 року повернулася Синайська архієпископія.

### Обрання Архієпископа
Відповідно з усталеною в давнину практикою, предстоятель архієпископії Синаю обирається братством монастиря святої Катерини за участю представників монастирського подвір'я «Джувани» в Каїрі. Кандидат в архієпископи має бути членом братства, монастиря. Його єпископська хіротонія відбувається в Єрусалимі місцевим патріархом.
У разі порушення монастирського уставу, архієпископ Синайський піддається суду монастирського братства, яке, у разі не покори з боку архієпископа прийнятим рішенням, має право подати справу на розсуд всіх східних патріархів..
За богослужіннями архієпископ Синайський підносить ім'я єрусалимського патріарха, а в грамотах використовує надпис «наше смирення» (на відміну від вживання головами східних автокефальних церков надписания — «наша мирність»).
Резиденція архієпископа Синайського знаходиться на монастирському подвір'ї «Джувани» в Каїрі. Під час відсутності архієпископа на території монастиря від його імені обителлю управляє намісник — «дикей», який обирається з числа братії і затверджується архієпископом.
C 1973 року архієпископом Синайським є високопреосвященніший Даміан (Самартзіс).

## Список предстоятелів Синайських, Фаранських і Раіфських
Список ієрархів до 1500-х років є досить неоднозначним і швидше за все неповним. Оскільки тимчасові позначки відомі рідко, і дуже ймовірно, що навіть порядок осіб може бути іншим в багатьох випадках. Нумерація також викликає проблеми, оскільки є неясним, який з ігуменів, був першим єпископом, у зв'язку з цим ігумени пронумеровані незалежно від єпископів, а порядкові номери осіб, які «постраждали» від цієї невизначеності укладені в квадратні дужки.

### Єпископи Синайські, Фарансткі і Раїфські
- Костянтин II (?-869)
- Марк I (869—?)
- Анастасій IV (901-925)
- Іоанн [III] (бл. 947)
- Макарій [II] (бл. 967)
- Соломон IV (982-1002)
- Соломон V (бл. 1008)
- Йов II (пом. 1033 в Бетюне (Франція))
- Іоанн [IV] (бл. 1069)
- Іоанн [V] (1081-1091)
- Макарій [III] (?)
- Захарій II (1103-1114)
- Іоаким I (?)
- Антоній II (?)
- Георгій III (1130—?)
- Гавриїл [II] (?-1160)
- Іоанн [VI] (бл. 1164)
- Іоасаф I (бл. 1176)
- Герман II (бл. 1177)
- Петро II (бл. 1180)
- Мануїл (бл. 1183)
- Авраам II (?)
- Симеон IV (1203-1214)
- Евтимій (бл. 1223)
- Макарій [IV] (бл. 1224)
- Герман III (бл. 1228)
- Феодосій I (бл. 1239)
- Макарій [V] (бл. 1248)
- Симеон V (бл. 1258)
- Іоанн [VII] (1263-1281)
- Арсеній II (1285-1292)
- Гавриїл [III] (бл. 1296)
- Іоанн [VIII] (бл. 1299)
- Симеон V (бл. 1306)
- Марк II (бл. 1320)
- Дорофей I (1324-1333)
- Герман IV (бл. 1335)
- Арсеній III (бл. 1338)
- Марк III (1358-1375)
- Йов III (?)
- Авраам III (?)
- Гавриїл [IV] (?)
- Михайло I (?)
- Іоасаф II (бл. 1419)
- Панас II (?)
- Сава (1429)
- Силуан (?)
- Кирило I (?)
- Соломон VI (?)
- Феодосій II (бл. 1440)
- Тума бін Джирджис бін Тума (5 квітня 1446)
- Марк IV (бл. 1446)
- Михайло II (бл. 1446)
- Іоаким II (бл. 1452)
- Антоній III (?)
- Авраам IV (?)
- Марк V (бл. жовтня 1461—вересень 1462)
- Макарій [VI] (бл. 1466-1488)
- Тьєррі (між 1481-1488)
- Лазар I (бл. 1491)
- Марк V (1496-1505)
- Данило (бл. 1507)
- Лазар II (бл. 1510)
- Клим (бл. 1514)
- Іоаким III (бл. 1520)
- Євген I (бл. 1538)
- вдівство єпископської кафедри
- Софроній II (1540-1545)
- Макарій [VII] (згадати. бл. 1546, 1557), позбавлений влади, а кафедра скасована[5]

### Ігумени монастиря Святої Катерини
- Ніл (?)
- Каліст (?)
- Феодул (бл. 1566)
- Євген II (1567-1575)

### Архієпископи Синайські, Фаранські і Раїфські
Скасована Олександрійським патріархом Іоакимом I в 1557 році єпископська кафедра, була відновлена у 1575 році на Константинопольському соборі в якості архієпископії. Євген II перший з ігуменів відомий, як архієпископ Синайський, Фаранский і Раифский
- Євген II (1575-1583)
- Анастасій V (1583-1592)
- Лаврентій (1592-1600; 1600-1617)
- Іоасаф III (1617-1660)
- Нектарій II (1661)
- Ананій (1661-1671)
- Іоанникій I (1671-1691)

### Єпископи Синайські, Фаранські і Раїфські
- Іоанникій I (1691-1696)

### Архієпископи Синайські, Фаранські і Раїфські
- Іоанникій I (1696-1702)
- Косма «Византиос» (22 квітня 1703-13 лютого 1706)
- Афанасій III (1708-1720)
- Іоанникій II (1721-1728)
- Никифор (1728-1747)
- Константий I (1748-1759)
- Кирило II (28 жовтня 1759-1790)
- вдівство архієпископської кафедри
- Дорофей (1794-1797)
- вдівство архієпископської кафедри
- Константий II (1804-1830 і 1834-9 липня 1859)
- Кирило III Візантійський (7 грудня 1859-5 вересня 1867)
- Калістрат III (Рокас) (1867-1885)
- Порфирій I (Марудас) (21 серпня 1885-7 квітня 1904)
- Порфирій II (Логофетис) (17 жовтня 1904— 1 липня 1926)
- Порфирій III (Павлинос) (29 липня 1926-24 листопада 1968)
- Григорій III (Манятопулос) (2 лютого 1969-11 вересня 1973)
- Даміан (Самардзис) (з 23 грудня 1973 року)